# Patricia Mayayo Bost
Patricia Mayayo Bost (Madrid, 1967) és una historiadora de l'art, professora i investigadora espanyola. Entre les seves línies de recerca i estudi destaquen la historiografia de l'art feminista i queer, la història de les dones artistes i les pràctiques artístiques contemporànies.

## Biografia
Patricia Mayayo és doctora en Història de l'Art per la Universitat Autònoma de Madrid i màster en Història de l'Art per la Case Western Reserve University (Ohio, Estats Units). Entre 1998 i 2006 va ser professora d'Història de l'Art a la Universitat Europea de Madrid i actualment és professora titular a la Universitat Autònoma de Madrid. Va ser coordinadora del Master universitari en Història de l'Art contemporani i cultura visual, que s'imparteix en el Museu Reina Sofia.
Ha format part dels projectes de recerca “El sistema del arte en España, 1975-2005" i "Larga exposición: las narraciones del arte contemporáneo español para los grandes públicos", finançats pel Ministeri d'Educació. Ha dirigit per a diferents museus i centres d'art espanyols contemporanis cursos sobre les diferències de gènere i la seva representació en l'art i el cinema.
Va col·laborar en la realització en el Museu Reina Sofia del recorregut Feminisme per a la col·lecció permanent, que qüestiona la visibilitat i el paper de la dona en la Història de l'Art. Aquest Itinerari ho va redactar Marian López Fernández-Cao i va ser presentat per primera vegada en 2009 en el MNCARS.
En 2009 va ser una de les fundadores de l'Associació de Mujeres en las Artes Visuales juntament amb Rocío de la Villa i va pertànyer a la junta directiva.
En 2012-2013 va comissariar al costat de Juan Vicente Aliaga l'exposició “Genealogías feministas en el arte español: 1960-2010" en el MUSAC de León, en la qual van participar, entre unes altres, Eva Lootz, Marisa González, Paloma Navares, Esther Ferrer, Carmen Calvo, Carmela García, Paz Muro, Marina Nuñez. L'exposició plantejava una revisió del paper dels discursos feministes en el context espanyol des dels anys seixanta fins a 2010.
És coautora del llibre "Arte en España 1939-2015. Ideas, prácticas, políticas" al costat de Jorge Luis Marzo en el qual plantegen una síntesi de la història de l'art espanyol des del final de la Guerra Civil fins a l'any 2015.

## Publicacions
- André Masson: Mitologías. Universidat Autónoma de Madrid. Metáforas del Movimiento Moderno, 2002.[12]
- Louise Bourgeois[13]
- Historias de mujeres, historias del arte.[14]
- Frida Kahlo. Contra el mito.[15]
- Cuerpos sexuados, cuerpos de (re)producción.[16]
- Arte en España 1939-2015. Ideas, prácticas, políticas.[10]